# Graella de sortida

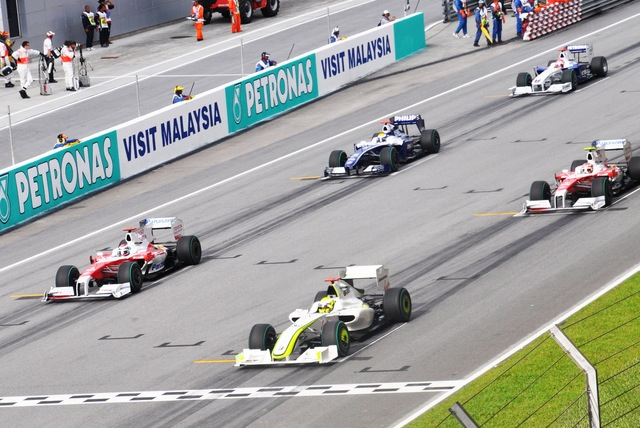
La graella de sortida del

La graella de sortida és un terme que s'utilitza comunament en el món del motor, especialment en l'àmbit de les curses d'automòbils i motocicletes. Es refereix al lloc des del qual els vehicles comencen la competició, generalment una línia o quadrícula a la pista de curses.
La graella de sortida és, per tant, un component essencial de qualsevol esdeveniment de curses, i el rendiment durant aquest moment pot influir significativament en el resultat general de la competició. Els equips i els pilots sovint dediquen temps i esforços a perfeccionar les seves habilitats de sortida i a desenvolupar estratègies efectives per obtenir avantatge sobre els seus competidors.

## Característiques
Tot seguit, alguns aspectes clau relacionats amb la graella de sortida en el món del motor:
1. posicionament dels vehicles: Abans que comenci la cursa, els vehicles participants s'alineen a la graella de sortida segons la seva posició a les sessions de classificació. Els millors temps de volta determinen la posició a la graella, amb el vehicle més ràpid ocupant la posició de pole.
2. semàfor d'inici: La carrera comença mitjançant un sistema de llums, sovint un semàfor amb llums roges, grogues i verdes. Els pilots estan preparats per arrancar quan s'apaga la llum verda.
3. Procediments d'inici: abans de la cursa, els pilots han de seguir certs procediments, com escalfar les rodes i els frens per assegurar-se que estiguin en condicions òptimes quan comenci la cursa.
4. Estratègies de sortida: La sortida de la graella és un moment crític pels pilots, ja que una bona sortida pot marcar la diferència en la posició inicial i en la dinàmica de la cursa. Els equips solen treballar en estratègies específiques per optimitzar l'arrencada de cada vehicle.
5. Sancions per sortides incorrectes: Si un pilot es mou abans que s'apagui la llum verda o incompleix les regles de la sortida, pot rebre sancions, com penalitzacions de temps o drive-through.